# Der seltsame Fall des Dr. Jekyll und Mr. Hyde

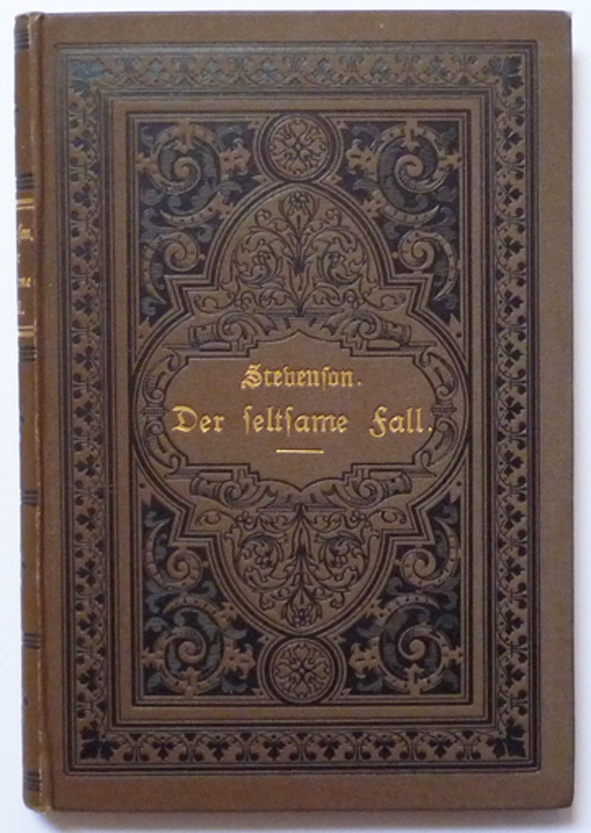
Deutsche Erstausgabe, Schottlaender, Breslau 1889

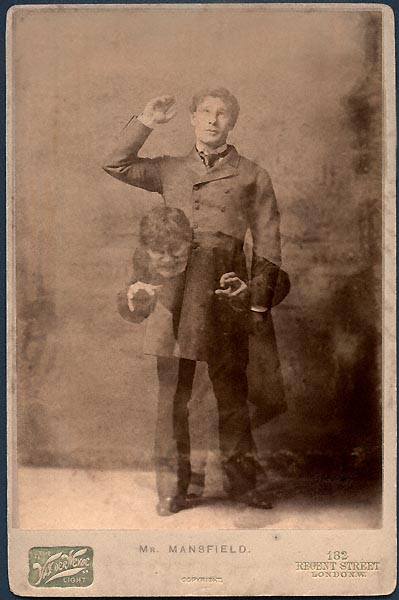
Richard Mansfield in seiner Doppelrolle. Die Bühnenfassung von Thomas Russell Sullivan wurde 1887 uraufgeführt, ein Jahr nach der Buchveröffentlichung. Die gespaltene Persönlichkeit wird in diesem Foto von 1895 durch eine Doppelbelichtung verdeutlicht.

Der seltsame Fall des Dr. Jekyll und Mr. Hyde (Strange Case of Dr Jekyll and Mr Hyde) ist eine Novelle des schottischen Schriftstellers Robert Louis Stevenson (1850–1894) aus dem Jahr 1886. Zentrales Motiv ist eine gespaltene Persönlichkeit.

## Inhalt

### Die Geschichte von der Tür
Während eines Spaziergangs erzählt Mr. Enfield seinem Cousin Utterson eine schaurige Geschichte, an die ihn der Anblick eines Hauses erinnert hat: Vor einiger Zeit hatte eine zwielichtige Gestalt namens Hyde rücksichtslos ein kleines Mädchen zu Boden gestoßen und war anschließend über das Kind hinweggetrampelt. Passanten hielten Hyde fest und Enfield ergriff die Initiative. Er handelte mit Hyde eine Entschädigung von 100 £ aus, worauf ihn Hyde zum besagten Haus führte, um wenig später mit Bargeld und einem Scheck über den Rest der Summe zurückzukehren. Da der Scheck auf den Namen einer respektablen Londoner Persönlichkeit lautete, hielten die Beteiligten Hyde fest, bis dieser das Papier am folgenden Morgen persönlich bei der Bank einlösen konnte. Enfield gibt den Namen des Unterzeichnenden nicht preis, und nach kurzer Diskussion kommen Utterson und er überein, nicht mehr von der Sache zu sprechen.

### Auf der Suche nach Mr. Hyde
Utterson kann diese Geschichte jedoch nicht vergessen – sie bereitet ihm Albträume, besonders weil er weiß, wer der Aussteller des Schecks ist: sein Mandant und Freund Dr. Jekyll. Wieder zu Hause, untersucht Utterson dessen Testament, das erst vor Kurzem von Jekyll für den Fall seines Todes oder seines „spurlosen Verschwindens“ bedingungslos zugunsten von Hyde geändert und Utterson zur Aufbewahrung übergeben wurde, und sucht noch am selben Abend einen alten Freund von Jekyll und ihm auf, den Arzt Dr. Hastie Lanyon. Utterson hofft, dort mehr über die Verbindung zwischen Jekyll und Hyde herauszufinden. Lanyon allerdings hat mittlerweile kaum noch Kontakt zu Jekyll, nachdem er sich wegen Jekylls Forschungsarbeit mit ihm überworfen hat. Da Utterson bei Lanyon nicht die erhofften Informationen über Hyde bekommen kann, fängt er an, so oft wie möglich die besagte Tür zu überwachen. Nach einiger Zeit ist sein Bemühen von Erfolg gekrönt: Er trifft Hyde, als dieser das Hinterhaus betreten will. Obwohl ihn Hydes Aussehen und Art abstoßen, spricht er ihn an und bekommt von ihm sogar eine Visitenkarte. Hyde verschwindet danach abrupt und ohne Verabschiedung im Haus.
Kurze Zeit später besucht Utterson Jekyll. Dieser bittet ihn, dafür zu sorgen, dass Hyde im Erbfall „sein Recht erhält“ – unabhängig davon, welchen negativen Eindruck Hydes Wesen und Habitus auch immer hinterlässt; das heißt, Jekyll hat ihn zu seinem Erben eingesetzt. Weiterhin bittet Jekyll Utterson, die Sache nun auf sich beruhen zu lassen. Die Freunde ergehen sich in verschiedenen Spekulationen über Jekylls ungeklärte Beziehung zu Hyde, ohne dass diese deutlich ausgesprochen werden. So wird angedeutet, Hyde könne der bei einer „Jugendsünde“ gezeugte Sohn Jekylls, dessen homosexueller Liebhaber oder ein Mitwisser eines sexuellen devianten Verhaltens von ihm sein, der ihn erpresst.
Ein Jahr vergeht ohne nennenswerte Vorkommnisse. Dann beobachtet ein Dienstmädchen eines Nachts den Mord an Sir Danvers Carew, einem Abgeordneten des Parlaments. Carew war ebenfalls ein Klient Uttersons, so dass die Polizei ihn deswegen aufsucht. Utterson vermutet, dass Hyde die Tat begangen hat. Sein Verdacht erhärtet sich, als am Ort des Verbrechens eine Hälfte eines zerbrochenen Spazierstocks gefunden wird – Utterson selbst hat Jekyll diesen Stock vor einigen Jahren geschenkt. Der Anwalt gibt der Polizei die Adresse von Hyde. Eine Durchsuchung der Wohnung in Soho ergibt zwar, dass Hyde dort gewohnt hat und auch am Tag der Tat dort kurz aufgetaucht ist. Er hat allerdings nur hastig ein paar Sachen eingepackt, um wieder zu verschwinden. Eine weitere Suche nach Hyde bleibt erfolglos.
Kurz darauf sucht Utterson Jekyll auf. Dieser behauptet, dass er alle Verbindungen zu Hyde abgebrochen habe, und zeigt Utterson einen Brief, in dem sich Hyde für die von ihm verursachten Unannehmlichkeiten entschuldigt und sich für immer verabschiedet. Ein Angestellter Uttersons bemerkt, dass die Schrift des Briefes der Handschrift Jekylls stark ähnelt.
In den folgenden Monaten tritt Jekyll häufig öffentlich in Erscheinung. Er wirkt befreit und genießt sein Leben. Kurze Zeit später empfängt er jedoch keine Besucher mehr und schließt sich in seinem Laboratorium ein. Nach einem kurzen Kontakt zu Lanyon ist dieser durch die Begegnung schwer erschüttert. Er stirbt kurze Zeit später, übergibt Utterson vorher allerdings noch einen Brief mit der strikten Anweisung, ihn erst nach Jekylls Tod zu öffnen.
Während eines weiteren Spaziergangs mit Enfield trifft Utterson Jekyll am Fenster seines Laboratoriums. Sie unterhalten sich eine Weile, bis sich das Gesicht Jekylls auf einmal hasserfüllt verzerrt und er abrupt und heftig das Fenster schließt. Kurze Zeit später sucht Poole, Jekylls Diener, Utterson nachts zu Hause auf. Er ist vollkommen verzweifelt und bittet Utterson, ihn zum Haus Jekylls zu begleiten. Er berichtet, dass Jekyll sich wieder in seinem Laboratorium eingeschlossen habe und dass er den Eindruck habe, dass hinter der verschlossenen Tür ein anderer als Jekyll wüte, der den Doktor umgebracht hat. Utterson und Poole eilen durch die windigen und dunklen Straßen. Im Hause Jekylls finden sie dessen Dienerschaft verängstigt in der Halle versammelt. Gemeinsam mit einem Diener brechen sie die Tür zum Laboratorium auf und finden Hyde sterbend auf dem Boden liegen. Hyde trägt Kleidung von Jekyll und hat offensichtlich Selbstmord begangen. Im Laboratorium findet sich ein Brief Jekylls an Utterson, in dem er seinem Anwalt die Geschehnisse erläutert. Utterson nimmt Jekylls Brief ungelesen mit nach Hause.

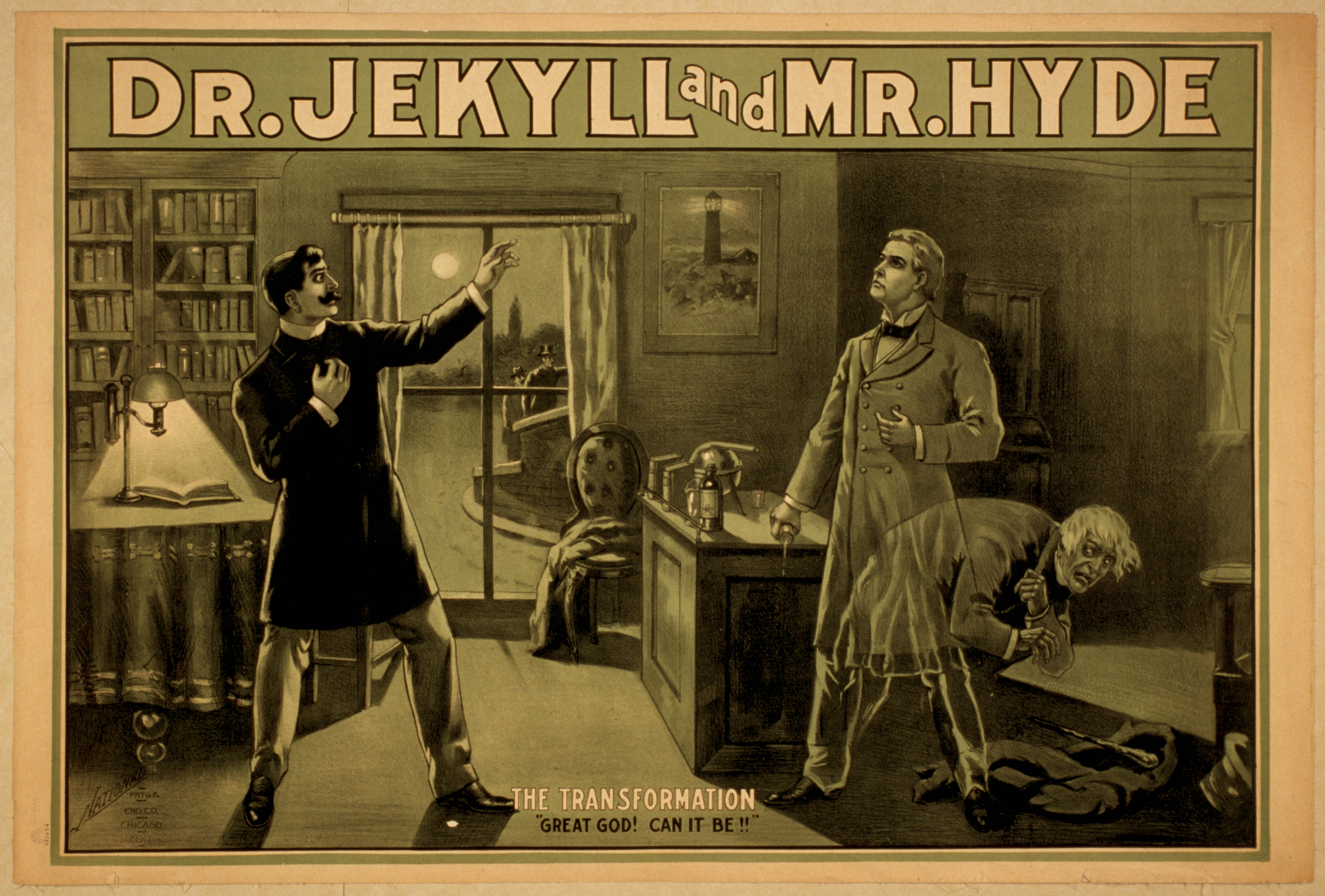
Poster aus den 1880er Jahren: Die Verwandlung

Dort öffnet er nun den Brief Lanyons und erfährt, dass Jekyll Lanyon um Hilfe gebeten hatte. Im Laufe dieser Begebenheit war Lanyon Zeuge der Verwandlung des von Jekyll angemeldeten Besuchers Hyde in Jekyll selbst. Der Schock dieser Enthüllung hatte Lanyon so schwer getroffen, dass er kurze Zeit später starb.
Jekylls Brief enthüllt Utterson, dass er es in seinen Experimenten geschafft hat, das Böse vom Guten in der menschlichen Seele zu trennen. Durch einen Trank verwandelte er sich in den gewissenlosen Hyde. Anfänglich genießt er die neu gewonnene Freiheit, allerdings muss er bald feststellen, dass die Trennung nur unvollständig ist. Es kommt vor, dass Jekyll sich während des Schlafes in Hyde verwandelt, ohne dass er vorher den Trank zu sich genommen hat. In einer dieser Nächte ermordet Hyde Carew in einem Anfall von sinnloser Wut. Nach dieser Tat versucht Jekyll, die Umwandlungen zu verhindern, doch zu seinem Entsetzen verwandelt er sich auf einmal mitten am Tag und mitten in einem öffentlichen Park in Hyde – zum ersten Mal im wachen Zustand.
Jekyll ist weit weg von seinem Laboratorium und ist als Hyde ein polizeilich gesuchter Mörder. Er versteckt sich, schreibt den Brief an Lanyon und bittet um Hilfe. Lanyon hilft ihm, kann seine Neugier jedoch nicht bezwingen, obwohl Hyde ihn warnt, und stirbt an den Folgen des dadurch erlittenen Schocks.
Ab diesem Zeitpunkt verwandelt sich Jekyll immer öfter spontan in Hyde. Auch benötigt er immer größere Mengen seines Tranks, um sich wieder in Jekyll zurückzuverwandeln. Als ihm eine Zutat des Tranks ausgeht, muss er feststellen, dass die nachgekaufte Substanz nicht die gleiche Wirkung zeigt wie die ursprünglich verwendete. Unter der Wirkung der letzten Dosis des funktionierenden Tranks schreibt er den Abschiedsbrief an Utterson. Jekyll weiß nicht, wie Hyde reagieren wird, und spekuliert in seinem Brief darüber, ob Hyde wohl für den Mord verurteilt und hingerichtet werden wird oder ob er die Kraft aufbringen wird, sich selbst umzubringen. Auch ist ihm bewusst, dass, wenn der Gegentrank diesmal seine Wirkung verliert, dies das Ende des Lebens von Dr. Jekyll sein wird. Mit diesen Worten enden sowohl der Brief als auch die Geschichte.

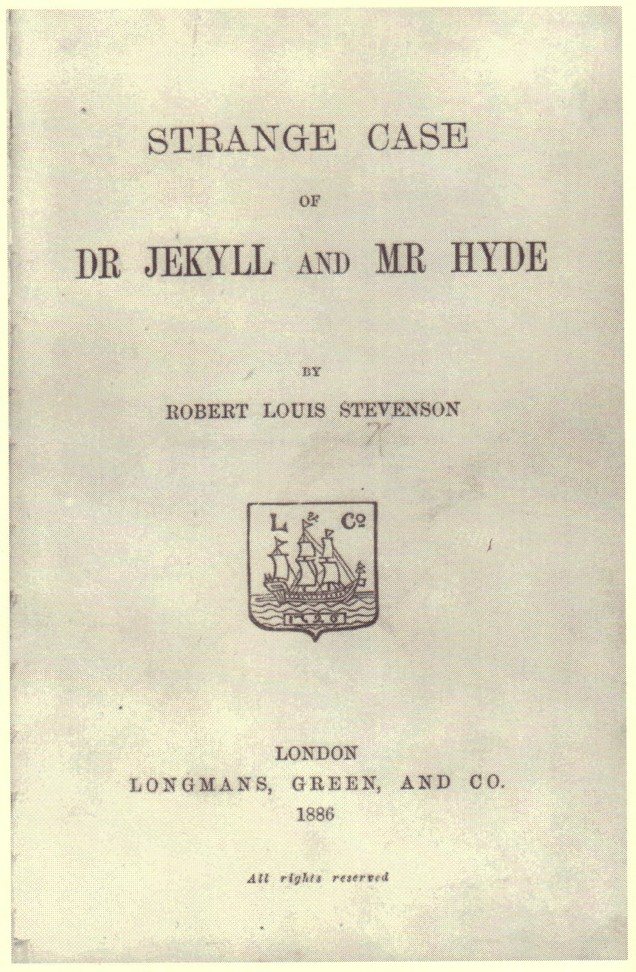
Titelseite der Erstausgabe, 1886

## Hauptpersonen
Dr. Henry Jekyll
Der gutherzige Arzt ist hoch angesehen und erfolgreich, doch sein Testament gibt Rätsel auf. Sein Interesse an Edward Hyde ist mehr als widersprüchlich. In seiner Jugend hatte er einen Hang zu Lastern. Am Ende des Romans „stirbt“ er, indem er verschwindet.
Mr. Edward Hyde
Mr. Hyde ist der furchteinflößende, vermeintliche Freund von Dr. Jekyll. Er ist sehr aufbrausend und ungezügelt. Nach einem Mord verschwindet er plötzlich. Als er aufgespürt wird, begeht er Selbstmord. Es stellt sich heraus, dass Hyde der isolierte böse Teil von Jekylls Persönlichkeit war. Offenbar litt Jekyll an einer substanzinduzierten Persönlichkeitsstörung, da Hyde, sich offenbar wie ein Gefangener fühlend, ihm in seiner Frustration manche Streiche spielte: Er kritzelte in Jekylls Handschrift Gotteslästerungen, verbrannte wertvolle Briefe und vernichtete das Porträt seines Vaters.
Mr. Gabriel John Utterson
Mr. Utterson ist Rechtsanwalt und ein guter Freund von Dr. Jekyll. Er gilt als trocken und etwas staubig, hat aber ein gutes Herz. Am Ende erbt er überraschend sämtliche Besitztümer von Jekyll. In der Geschichte übt er die Rolle des Protagonisten aus, der versucht, das Geheimnis um Mr. Hyde zu lüften.
Mr. Richard Enfield
Ein entfernter Verwandter von Mr. Utterson und ein Gentleman, wie Utterson es ist. Er berichtet zum ersten Mal von Mr. Hyde.
Dr. Hastie Lanyon
Ein Kollege und alter Studienfreund von Dr. Jekyll. Er erfährt ein schreckliches Geheimnis und verstirbt an seelischen Angstzuständen. In seiner Jugend war er eng mit Henry Jekyll befreundet.

## Nebenpersonen
Mr. Poole
Mr. Poole ist der Butler von Dr. Jekyll. Er ruft Utterson, als Jekyll sich in seinem Zimmer einsperrt und sich in Hyde verwandelt.
Sir Danvers Carew
Sir Danvers, ein hochangesehenes Mitglied des Parlaments und ein gutherziger, älterer Gentleman, wird grundlos von Mr. Hyde zu Tode geprügelt, als er diesem zum falschen Zeitpunkt über den Weg läuft. Er war ein Klient von Mr. Utterson.
Mr. Guest
Mr. Guest ist ein Mitarbeiter in der Anwaltskanzlei und ein Bekannter von Mr. Utterson. Guest ist Schriftsachverständiger und erkennt, dass Hyde und Jekyll dieselbe Handschrift führen.
Inspektor Newcomen
Als Utterson und die Polizisten in einem Haus in Soho den Beweis dafür finden, dass Mr. Hyde Sir Danvers getötet hat, schwört sich Inspektor Newcomen, dass er Hyde fassen wird.
Bradshaw
Bradshaw ist einer von Dr. Jekylls Bediensteten. Er wird nur zweimal erwähnt: einmal in Jekylls Geständnis, dem jungen Mann über den Weg gelaufen zu sein, als er eines morgens nach dem Aufwachen in der Gestalt von Mr. Hyde auf dem Weg zum Laboratorium war; einmal, als Utterson ihm im letzten Kapitel befiehlt, zusammen mit dem Küchenjungen die Hintertür zu bewachen, falls Hyde aus dem Haus entkommen sollte.

## Erzählstruktur
Die Novelle setzt mit der Erzählung eines auktorialen Erzählers ein, die später durch die Darstellungen zunächst Lanyons und dann Jekylls selbst abgelöst wird, die beide in der Ich-Form erzählt werden. Diese verschachtelte Form betont zunächst die verschiedenen, subjektiven Außenperspektiven auf Hyde, die daran scheitern, ihn zu beschreiben. Dadurch wird beim Leser der Verdacht geweckt, auch Jekylls postumer Bericht könnte subjektiv perspektiviert und dieser somit ein radikal unzuverlässiger Erzähler sein.

## Hintergrund
Vorbild für diese Erzählung war der schottische Kunsttischler William Brodie aus Edinburgh. Er führte unter seiner tugendhaften Fassade ein Doppelleben: tagsüber ein Vorzeigebürger, nachts ein Krimineller, der Einbrüche beging. Nach einem missglückten Coup gegen die schottische Finanzabteilung für indirekte Steuern floh er nach Amsterdam, wurde dort jedoch aufgegriffen, nach England überführt, interniert und vom Gericht zum Tod durch den Strang verurteilt. 1788 wurde das Urteil vollstreckt. Stevensons Novelle Der seltsame Fall des Dr. Jekyll und Mr. Hyde ging ein gemeinsam mit William Ernest Henley verfasstes Drama Deacon Brodie (1880) voran. Stevensons Vater besaß angeblich Möbel aus der Herstellung von Brodie.
Die Geschichte spielt etwa 1886 in Großbritannien, wobei die beiden Seiten von London miteinbezogen werden. Der Cavendish Square war – damals wie heute – eine sehr wohlhabende Gegend, in der erfolgreiche Ärzte und Gentlemen lebten. Laut Stevenson war der ärmere Stadtteil Soho damals für seine Verbrechen und Sittenlosigkeit gefürchtet, weshalb Mr. Hyde dort auch unbehelligt leben kann. Der Mord findet freilich in dem wohlhabenden Viertel statt und erregt dort sehr viel größeres Aufsehen, als es in Soho der Fall gewesen wäre, wo Morde an der Tagesordnung waren.
Im Original überlässt Stevenson es der Fantasie des Lesers, welchen Gelüsten sich Dr. Jekyll in der Gestalt von Hyde freiwillig hingab. Wie sich ansonsten ein respektabler Mensch durch die Einnahme einer Droge verändern kann, dafür gibt es auch in Stevensons Jugend ein Beispiel: In einem Brief an seine Mutter beklagt er sich über einen Betrunkenen, der in seinem Hotel nachts herumlärmt, und den er als „brute“, also als Wüstling, beschimpft.
Jekyll bedient sich einer nicht näher definierten Droge, um die Kreatur aus seinem Körper zu extrahieren. Dass er sie als Tinktur und Zaubertrank bezeichnet, erinnert eher an einen faustischen Zaubertrank als an eine synthetisierte Chemikalie. Auch die Szenerie, als er die Droge zusammenstellt, erinnert stark an die einer Hexenküche.

## Interpretation
Dr. Henry Jekyll ist ein angesehener Mensch, eine der Stützen der Gesellschaft, im Beruf äußerst erfolgreich, in seiner Tugendhaftigkeit nach außen hin vorbildlich und in seinen fortschrittlichen Bestrebungen ein Muster christlicher Nächstenliebe. Allerdings unterdrückt er seine Neigung zur Lebenslust, was zu der zugespitzten Gestalt des Mr. Edward Hyde führt, einer alternativen Persönlichkeit von Dr. Jekyll. Sie ermöglicht es ihm, seinen verbotenen Trieben freien Lauf zu lassen, sie gar zu genießen. Gleichzeitig verdrängt der Wissenschaftler seine Untaten, indem er als Jekyll gelegentlich die Verbrechen des Mr. Hyde wieder gutzumachen versucht. Er verteidigt sich mit dem Gedanken, dass Jekyll durch Hydes Taten nicht besudelt werden könne. Erst nach dem Mord zerreißt der Schleier des Selbstbetruges vor seinen Augen. Dennoch: Bis zuletzt weigert sich Jekyll zu akzeptieren, dass er für seine Taten ganz alleine verantwortlich ist. Als Hydes Eigenwilligkeit ihn in ernste Schwierigkeiten bringt, ist jede frühere Gemeinsamkeit zwischen den beiden Männern bedeutungslos geworden.
Stevenson zeigt somit die Folgen erzwungener Verdrängung nicht gesellschaftskonformer Wünsche und kritisiert damit die Konventionen des Viktorianischen Zeitalters (1837–1901). Jekyll selbst klagt über den Mangel an Nervenkitzel, persönliche Freiheit und die strenge Selbsteinschränkung, die man von ihm fordert. Zugleich warnt die Erzählung vor den Folgen einer extrem empathielosen Menschennatur; ein sadistischer Psychopath ohne Selbstbeherrschung. Sie dringt in die Tiefe der menschlichen Seele und in die Tiefe der bürgerlichen Moralauffassungen vor, weshalb von vielen Interpreten auch Parallelen zur Psychoanalyse Sigmund Freuds gezogen werden: Das Ich findet keine stabile Mitte zwischen Es (Mr. Hyde) und Über-Ich (Dr. Jekyll). Die Analytische Psychologie in der Tradition Carl Gustav Jungs sieht in den „beiden“ Titelfiguren Ausprägungen der Archetypen der Persona und des Schattens. Häufig wird Hyde mit affenartig-primitiven Gesichtszügen ausgestattet. Dies lässt sich aus der zu dieser Zeit bereits heftig diskutierten Behauptung erklären, der Mensch stamme vom Affen ab, was populärwissenschaftlich und falsch in Charles Darwins 1859 veröffentlichtes Buch Über die Entstehung der Arten hineininterpretiert wurde (Darwin hat angedeutet, dass der Mensch und andere Altweltaffen wie Hominiden den gemeinsamen Vorfahren haben müssen, was er aus den Forschungen anhand von Darwinfinken auf den Galapagosinseln schlussfolgern konnte. Er hat nie behauptet, dass Menschen vom Affen abstammen). Als Hyde entwickelt sich Henry Jekyll in der Evolutionsgeschichte zurück und wird von Trieben, nicht von Intelligenz gesteuert. Im Roman scheint Mr. Hydes Anblick die schlimmsten Seiten der Umstehenden zu aktivieren; selbst wenn er nichts tut, sein Anblick ist ein Angriff auf die feste Psyche.
Es gibt schließlich auch einen Hinweis auf die Wirkung von Drogen: Dr. Jekyll experimentiert zunächst nur mit dem Trank, wird dann aber abhängig von ihm. Die Entfremdung von seinen Freunden erinnert deutlich an die eines Drogenabhängigen. Tatsächlich stirbt Dr. Jekyll in gewissem Sinne an der selbstentwickelten Droge, weil diese ausgeht und Mr. Hyde sich in Dr. Jekylls Körper unwiderruflich einnistet.

## Wirkungsgeschichte
Der seltsame Fall des Dr. Jekyll und Mr. Hyde erlangte für die moderne Horrorliteratur große Bedeutung. Das in eine positive und in eine negative Seite gespaltene Wesen wurde zu einem häufigen Motiv. So stehen z. B. Comic-, Film- und literarische Figuren, die zwei unterschiedliche Gestalten haben wie Hulk, The Green Goblin aus Spider-Man, Two-Face aus Batman oder Die Maske in der Tradition von Dr. Jekyll und Mr. Hyde. In der Amazing-Spider-Man-Comicserie erschien 2007/2008 die fünfbändige Kurzgeschichte Der seltsamste Fall des …, in der sich der skrupellose Wissenschaftler Dr. Zabo seine eigene Mr.-Hyde-Droge herstellt und als riesenhafter Mr. Hyde gegen Spider-Man antritt.
Der deutsche Publizist Sebastian Haffner betitelte seine Betrachtungen zum Dritten Reich Germany. Jekyll & Hyde. Das Buch erschien 1940 in London.
Die Erzählung ist mit weit über 100 filmischen Adaptionen einer der am häufigsten verfilmten Texte. Zudem gibt es zahlreiche Romanadaptionen, mehrere Theaterstücke und Musicals. 
Musikalisch wurde der Stoff aufgegriffen unter anderem von Benny Goodman (1933), Serge Gainsbourg (1968), The Who (1968) Men at Work (1982), den Toten Hosen (1994), Ozzy Osbourne (1995) und Iced Earth (2001).
1988 wurde die Novelle Inhalt des Videospiels „Dr. Jekyll and Mr. Hyde“.

## Verfilmungen
- 1908: Dr. Jekyll and Mr. Hyde, Regie: Otis Turner, mit Hobart Bosworth
- 1912: Dr. Jekyll and Mr. Hyde, Regie: Lucius Henderson, mit James Cruze
- 1913: Dr. Jekyll and Mr. Hyde, Regie: Herbert Brenon, mit King Baggot
- 1914: Ein seltsamer Fall, Regie: Max Mack
- 1920: Dr. Jekyll and Mr. Hyde, Regie: J. Charles Hayden, mit Sheldon Lewis
- 1920: Der Januskopf (nach Jekyll und Hyde), Regie: Friedrich Wilhelm Murnau, mit Conrad Veidt
- 1920: Dr. Jekyll und Mr. Hyde (Dr. Jekyll and Mr. Hyde), Regie: John S. Robertson, mit John Barrymore
- 1925: Dr. Pyckle and Mr. Pride, Regie: Scott Pembroke, mit Stan Laurel
- 1931: Dr. Jekyll und Mr. Hyde (Dr. Jekyll and Mr. Hyde), Regie: Rouben Mamoulian, mit Fredric March
- 1941: Arzt und Dämon (Dr. Jekyll and Mr. Hyde), Regie: Victor Fleming, mit Spencer Tracy, Ingrid Bergman und Lana Turner
- 1953: Abbott und Costello gegen Dr. Jekyll und Mr. Hyde (Abbott and Costello Meet Dr. Jekyll and Mr. Hyde), Regie: Charles Lamont, mit Bud Abbott, Lou Costello und Boris Karloff
- 1959: Das Testament des Dr. Cordelier (Le Testament du Docteur Cordelier), Regie: Jean Renoir, mit Jean-Louis Barrault
- 1959: The Ugly Duckling, Regie: Lance Comfort, mit Bernard Bresslaw und Jon Pertwee
- 1960: Schlag 12 in London (The Two Faces of Dr. Jekyll), Regie: Terence Fisher, mit Paul Massie, Dawn Addams und Christopher Lee
- 1963: Der verrückte Professor von und mit Jerry Lewis, Parodie des Stoffes.
- 1968: Die Geschichte des Dr. Jekyll & Mr. Hyde, Regie: Charles Jarrott, mit Jack Palance
- 1970: I, Monster, Regie: Stephen Weeks, mit Christopher Lee und Peter Cushing
- 1971: Dr. Jekyll und Sister Hyde (Dr. Jekyll and Sister Hyde), Regie: Roy Ward Baker, mit Ralph Bates und Martine Beswick
- 1973: Dr. Jekyll und Mr. Hyde (Dr. Jekyll and Mr. Hyde), Regie: David Winters, mit Kirk Douglas
- 1976: Das Monster von London (Dr. Black, Mr. Hyde), Blaxploitation-Verfilmung
- 1980: Dr. Jekylls unheimlicher Horrortrip (Dr. Jekyll e gentile signora)
- 1982: Jekyll und Hyde – Die schärfste Verwandlung aller Zeiten (Jekyll and Hyde… Together Again), Regie: Jerry Belson, mit Mark Blankfield
- 1989: The Strange Case of Dr. Jekyll and Mr. Hyde, Regie: Michael Lindsay-Hogg, mit Anthony Andrews
- 1989: Split (Edge of Sanity), Regie: Gérard Kikoïne, mit Anthony Perkins
- 1990: Jekyll und Hyde (Jekyll and Hyde), Regie: David Wickes, mit Michael Caine
- 1990: Dr. Jeckel und Miss Hide (Dr. Jeckel & Ms. Hide ), Regie: Michael Craig, mit Ashlyn Gere und Peter North
- 1995: Dr. Jekyll und Ms. Hyde (Jekyll and Hyde), Regie: David Price, mit Sean Young und Tim Daly
- 1996: Mary Reilly, Regie: Stephen Frears, mit Julia Roberts und John Malkovich
- 1999: Dr. Jekyll and Mr. Hyde, Regie: Colin Budds, mit Adam Baldwin
- 2001: Jekyll & Hyde: The Musical, Regie: Don Roy King, mit David Hasselhoff
- 2002: Dr. Jekyll and Mr. Hyde, Regie: Maurice Phillips, mit John Hannah
- 2002: Dr. Jekyll & Mr. Hyde, Regie: Mark Redfield, mit Mark Redfield
- 2006: Dr. Jekyll and Mr. Hyde – Die Legende ist zurück (Strange Case of Dr. Jekyll & Mr. Hyde), Regie: John Carl Buechler, mit Tony Todd
- 2007: Jekyll (Fernsehserie) (BBC), Regie: Douglas Mackinnon, Matt Lipse u. a. mit James Nesbitt
- 2008: Dr. Jekyll und Mr. Hyde, Regie: Paolo Barzman, mit Dougray Scott
- 2015: Jekyll and Hyde (Fernsehserie), Regie: Stewart Svaasand, Colin Teague, Joss Agnew, Robert Quinn

## Musicals
- Jekyll & Hyde. von Frank Wildhorn und Leslie Bricusse, 1990.
- The Dr. Jekyll & Mr. Hyde Rock ’n Roll Musical. (Rock-Musical-Version), 2003.

## Deutsche Ausgaben
- Dr. Jekyll und Mr. Hyde (= detebe. Bd. 22868). Übersetzung von Marguerite und Curt Thesing. Diogenes, Zürich 1979, ISBN 3-257-22868-6.
- Dr. Jekyll und Mr. Hyde. Übersetzung von Hermann Wilhelm Draber. Reclam, Stuttgart 1984, ISBN 3-15-006649-2.
- Der seltsame Fall von Dr. Jekyll und Mr. Hyde. Übersetzung von Grete Rambach. Insel, Frankfurt am Main 1987, ISBN 3-458-32272-8.
- Der seltsame Fall des Dr. Jekyll und Mr. Hyde. Aus dem Englischen von Richard Mummendey. Goldmann, München 1997, ISBN 978-3-442-07651-2.
- Der seltsame Fall des Dr. Jekyll und Mr. Hyde. Illustrationen von François Place, Übersetzung von Hermann Wilhelm Draber. Gerstenberg, Hildesheim 2002, ISBN 3-8067-4767-9.
- Der seltsame Fall von Dr. Jekyll und Mr. Hyde. Aus dem Englischen von Michael Adrian. Fischer Taschenbuch-Verlag, Frankfurt am Main 2010, ISBN 978-3-596-90290-3.
- Der seltsame Fall des Dr. Jekyll und Mr. Hyde – Illustrierte E-Book-Fassung. Übersetzung von Grete Rambach mit Illustrationen von Charles Raymond Macauley. Null Papier, 2011, ISBN 978-3-943466-49-2.
- Strange Case of Dr. Jekyll and Mr. Hyde / Der seltsame Fall des Dr. Jekyll und Mr. Hyde. Übersetzt von Meike Breitkreuz. Zweisprachige Ausgabe. Anaconda, Köln 2008, ISBN 978-3-86647-287-7.
- Der merkwürdige Fall von Dr. Jekyll und Mr. Hyde. Aus dem Englischen von Mirko Bonné. Reclam, Stuttgart 2015, ISBN 978-3-15-011002-7.
- Dr. Jekyll und Mr. Hyde. Aus dem Amerikanischen übersetzt von Hannelore Eisenhofer und Ailin Konrad. Nikol Verlag, Hamburg 2016, ISBN 978-3-86820-306-6.